# Bioterme Mala Nedelja
Bioterme Mala Nedelja so termalno kopališče v naselju Moravci v Slovenskih goricah.

## Geografija
Terme ležijo v gričevnati pokrajini v severovzhodne Slovenije okoli 2 km južno od naselja Mala Nedelja v občini Ljutomer. Od občinskega središča so oddaljene okoli 15 km, od Ormoža pa 28 km.

## Zgodovina
Leta 1958 so v Pomurju izvajali številna zemeljska raziskovalna dela, s katerimi so želeli ugotoviti ali se v teh krajih nahaja nafta. Ena takih raziskovalnih vrtin je bila izvrtana tudi na lokaciji pri Moravcih. Nafte niso našli, ugotovili pa so, da je tu nahajališče termalne vode. Vrtino, globoko 2273 m, so zaprli in jo kot številne druge v teh krajih prepustili usodi časa.
Leta 1973 je Geološki zavod iz Ljubljane zapečateno vrtino ponovno odprl. Voda, ki je začela pritekati iz globine 2273 m, ima na ustju vrtine temperaturo 42ºC. Istega leta so krajani pričeli z delovno akcijo in zgradili dva enostavna betonska bazena dimenzij 23x16m in 10x5,5m.
Nov razvojni zagon pa so terme dobile po letu 2002, ko je zemljišče in vse na njem postavljene objekte kupila ljutomerska družba Segrap. Tako je bil leta 2010 odprt nov hotel z bazenskim kompleksom.

## Termalna voda
Termalna voda se po mineralnem sestavu uvršča med natrijevo hidrokarbonatne vode z pH vrednostjo, ki jo uvršča med lužnate vode. Voda ne vsebuje naftnih primesi, nima neprijetnega vonja in okusa, kar je pri termalnih vodah prava redkost.

## Indikacije
Lajšanje želodčnih težav (rane na želodcu), zniževanje in uravnavanje želodčne kisline. Pri temperaturah višjih od 38 ºC pa se voda uporablja za kopeli, s katerimi se zdravijo ginekološke bolezni in bolezni lokomotornega sistema.

## Bazeni
V bazenih za odrasle in otroke, ki imajo skupno površino 1400 m², je temperatura vode od 27 do 38 ºC. Termalni kompleks razpolaga z enim večnamenskim bazenom, hitro reko, dvema masažnima bazenoma, dvema bazenom za mirovanje, zalivom in otroškim bazenom.